# Tørsbøl
Tørsbøl er en by i Sønderjylland med 256 indbyggere  (2024), beliggende 2 km syd for Kværs, 16 km nordøst for Padborg, 8 km vest for Gråsten og 24 km vest for Sønderborg. Byen hører til Sønderborg Kommune og ligger i Region Syddanmark.
Tørsbøl hører til Kværs Sogn. Kværs Kirke ligger i Kværs.

## Faciliteter
Landsbyrådet for Kværs, Tørsbøl og Snur-om står for udlån af en 9-personers bus og en personbil, som kommunen i en forsøgsperiode har stillet til rådighed for områdets beboere.
Kværs/Tørsbøl Ungdoms- og Idrætsforening (KTUIF) er fælles for de to byer, men i Tørsbøl findes kun et klubhus og en boldbane, mens idrætshal ligesom skole, kro og børnehave ligger i Kværs.

## Historie

### Jernbanen
Tørsbøl fik i 1901 jernbanestation på Sønderborgbanen. Den var en "gaffelbane", og Tørsbøl var knudepunktet hvor banen delte sig i hovedstrækningen mod syd til Padborg og sidebanen mod vest til Tinglev. Efter Genforeningen i 1920 blev banen til Tinglev hovedstrækningen, og Tørsbøl-Padborg-banen blev nedlagt i 1932. Tørsbøl fortsatte som almindelig station på Sønderborgbanen, men blev i 1969 nedrykket til trinbræt, og fra 1974 standsede togene ikke længere her.
Stationsbygningen er bevaret på Søndertoft 66, og i krattet ved stationen findes en mindesten for den nedlagte bane til Padborg.

### Børnegården
Børnegården Kværs-Tørsbøl har tidligere holdt til i Tørsbøls gamle skole, hvor der også var en lille gymnastiksal. Men Børnegården lukkede i 2009 for at blive en del af Kværs Multiunivers.